# Reisen durch Russland und im Caucasischen Gebürge
Reisen durch Russland und im Caucasischen Gebürge (abreviado Reis. Russland) es un libro con ilustraciones y descripciones botánicas que fue escrito por el alemán del Báltico naturalista y explorador al servicio de Rusia Johann Anton Güldenstädt y publicado en San Petersburgo en 2 volúmenes en los años 1787-1791, con el nombre de Reisen durch Russland und im Caucasischen Gebürge. Auf Befehl der Russich-Kayserlichen Akademie der Wissenschaften Herausgegeben von P. S. Pallas. St. Petersburg.(Viajes por Rusia y las Montañas del Cáucaso)